# Mireia Biosca Ordaz
Mireia Biosca Ordaz (València, 6 de novembre de 1986), és una activista social i política espanyola, que va ostentar la Secretaria General, responsable de xarxes socials i membre de la Coordinadora del partit polític de confluència "València en Comú" des de juliol de 2015 fins a 2017, resultant cinquena força en les eleccions municipals del 24 de maig de 2015 de València ciutat i governant en tripartit a l'Ajuntament de València, juntament amb el PSV i Compromís.
Actualment és assessora de Neus Fábregas Santan, Regidora de "Cooperació Internacional i migració, Participació Ciutadana, Acció Veïnal, Transparència i Govern Obert", per part de "València en Comú" en el Ajuntament de València.

## Trajectòria social i política
Va començar la seva trajectòria en activisme social en el "Lambda, col·lectiu de lesbianes, gais, transsexuals i bisexuals" al 2009, sent sub-coordinadora del Grup Jove (2009-2010) i Coordinadora del Grup de Lesbianes (2010-2011).
Va començar a militar en "Esquerra Unida del País Valencià" de 2009 fins a l'actualitat, sent Coordinadora Federal de l'Àrea de Llibertat d'Expressió Afectiu-Sexual (ALEAS-IU) des d'abril de 2014, fins a novembre de 2015. També va ser membre de la Permanent de JOVES-EUPV de març de 2014 fins a setembre de 2015, sent en aquest període, responsable de moviments socials de l'esmentada secció juvenil.